# Rasheed Walker
Rasheed Amar Walker (Washington, 13 febbraio 2000) è un giocatore di football americano statunitense che milita nel ruolo di offensive tackle per i Green Bay Packers della National Football League (NFL).

## Carriera

### Green Bay Packers
Walker al college giocò a football a Penn State. Fu scelto nel corso del settimo giro (249º assoluto) nel Draft NFL 2022 dai Green Bay Packers. Il 9 maggio 2022 firmò il suo contratto con la franchigia. Debuttò il 25 dicembre 2022 giocando quattro snap negli special team nella vittoria della settimana 16 sui Miami Dolphins e quella fu l'unica presenza della sua stagione da rookie.